# Gylfi Magnússon
Gylfi Magnússon (ur. w 1966 w Reykjavíku) – islandzki ekonomista.

## Życiorys
Jest absolwentem Uniwersytetu Islandzkiego w 1990. W 1997 obronił doktorat na Uniwersytecie Yale, po czym został zatrudniony jako pracownik naukowy w Instytucie Badań Ekonomicznych Uniwersytetu Islandzkiego. W 1997 rozpoczął pracę na Wydziale Ekonomii i Administracji jako adiunkt. W 1998 awansował na profesora nadzwyczajnego. W latach 2009–2010 był ministrem gospodarki w rządzie Jóhanny Sigurðardóttir.
Podczas studiów pracował jako dziennikarz gazety Morgunblaðið. Ma żonę i piątkę dzieci.